# 汤南镇
汤南镇，是中华人民共和国广东省梅州市丰顺县下辖的一个乡镇级行政单位。

## 行政区划
汤南镇下辖以下地区：
新龙社区、新楼村、新铺村、隆烟村、汤光村、阳光村、新埔园村、东方村和长坑村。

## 中国传统村落
2013年8月，新楼村被评为第二批中国传统村落。